# Олесницкий, Иван Алексеевич
Иван Алексеевич Олесницкий (4 декабря 1855/1856—1924) — российский богослов, преподаватель и духовный писатель. Брат Акима и Маркеллина Олесницких.

## Биография
Образование получил в Волынской духовной семинарии/ (1877) и Киевской духовной академии, затем преподавал в Могилёвском духовном училище и Подольской духовной семинарии, одновременно будучи её инспектором.

## Сочинения
- «Символическое учение лютеран о таинстве евхаристии и несостоятельность этого учения» — магистерская диссертация (Каменец-Подольский, 1894),
- «Учение Ветхого Завета о бессмертии души» («Чтения в обществе любителей духовного просвещения» за 1881 и 1882 годы),
- «Исторические сведения о каменецком и барском духовных училищах» (Каменец-Подольский, 1891).